# 황식
황식(黃寔, 1647년~1712년) 조선의 학자이다. 자는 자상(子尙), 호는 수우재(守愚齋), 본관은 회덕(懷德), 공조참의 수량(守良)의 증손이며, 민중(敏中)의 아들이다.
어려서 조부에게서 수학하였는데 재질이 총명하고, 과업에 근면하여 장성함에 이르러서는 학업이 대성하였으나 벼슬에는 뜻을 두지 않고, 강호(江湖)에서 유유자적하면서 경사탐구(經史探究)에 전심하였다. 특히 역학연구(易學硏究)에 역점을 두어 역설일편(易說一編)을 저술하였고, 또 장례법(葬禮法)의 일원화를 절감하여 장법신편(葬法新編)을 편찬하였으며, 몽학지남(蒙學指南), 훈몽요어(訓蒙要語), 심학통종(心學統宗), 제례절요(祭禮節要) 등 많은 실용학(實用學)을 편집하였다. 저서로서 수우재집 십이권(守愚齋集 十二卷)이 있다.

## 참고 자료
- 《회덕황씨족보》